# Rosmolen van het Paddegat
De Rosmolen van het Paddegat is een rosmolen in de tot de West-Vlaamse gemeente Jabbeke behorende plaats Stalhille, gelegen aan Paddegatstraat 3.
Deze buitenrosmolen fungeerde als korenmolen.
De rosmolen werd gebouwd in 1852 en bleef in werking tot 1930. Daarna werd het binnenwerk verwijderd, maar de galg met beugel werd in 1976 aangekocht door het Provinciaal Domein Tillegembos voor de daar aanwezige rosmolen.
De molen werkte met twee paarden. Het is een rond bakstenen gebouwtje, voorzien van een 6-zijdig puntdak.
- Inventaris van het Bouwkundig Erfgoed (Vlaanderen): 88823